# Gran Premio d'Australia 2017
Il Gran Premio d'Australia 2017 è stata la prima prova della stagione 2017 del Campionato mondiale di Formula 1. La corsa, disputata domenica 26 marzo 2017 sul circuito di Albert Park a Melbourne è stata vinta dal tedesco Sebastian Vettel su Ferrari, al suo quarantatreesimo successo nel mondiale. Vettel ha preceduto sul traguardo il britannico Lewis Hamilton ed il finlandese Valtteri Bottas, entrambi su Mercedes.
La gara ha visto l'esordio, nel Campionato mondiale di F1, per il canadese Lance Stroll e per l'italiano Antonio Giovinazzi.

## Vigilia

### Aspetti tecnici
La Red Bull conferma il prolungamento dell'accordo con la Renault, per la fornitura dei propulsori, fino alla stagione 2018. La casa francese, che fornisce la scuderia austriaca dal 2007, fornirà di nuovo i motori anche alla scuderia satellite Toro Rosso. La TAG Heuer continuerà a sponsorizzare i motori forniti alla Red Bull. La Sauber e la Scuderia Ferrari prolungano, al 2017, l'accordo per l'uso dei motori italiani da parte della scuderia elvetica. I motori saranno però nella specifica 2016.
La Petrobras, fornitrice del carburante alla Williams, non prosegue ad appoggiare il team britannico nel 2017. La Renault abbandona la fornitura di carburanti da parte della Total, e si accorda, con un contratto di 5 anni, con la British Petroleum: la casa britannica fornirà il carburante mentre i lubrificanti verranno forniti da un'azienda da essa controllata, la Castrol. Un analogo accordo è concluso tra la casa britannica e la McLaren, dopo la partenza della ExxonMobil verso la Red Bull Racing e la Scuderia Toro Rosso.
La FIA mantiene le stesse zone in cui si può attivare il Drag Reduction System: il rettilineo d'arrivo e il tratto di pista tra le curve Jones e Whiteford (curve 2 e 3). Il punto per la determinazione del distacco tra piloti è fissato prima della curva 14.
La Pirelli, fornitrice unica degli pneumatici, porta, per questa gara, mescole di tipo Ultrasoft, Supersoft e Soft. Per la prima volta la casa italiana porta le Ultrasoft per la gara australiana. Per le prime gare del campionato, fino al Gran Premio di Spagna, le allocazioni delle gomme, per mescole, saranno identiche, e decise dalla Pirelli.
La Renault decide di montare sulle sue power unit (compresa anche quella rimarchiata TAG Heuer, in dotazione alla Red Bull Racing), la MGU-K della stagione 2016.
Dopo una lettera di chiarimento inviata dalla FIA, in merito al disegno delle sospensioni della Red Bull e della Mercedes (accusate di simulare il supporto dato da sospensioni attive), il direttore di gara, Charlie Whiting, annuncia che tutte le monoposto, presenti al gran premio, sono in regola.

### Aspetti sportivi

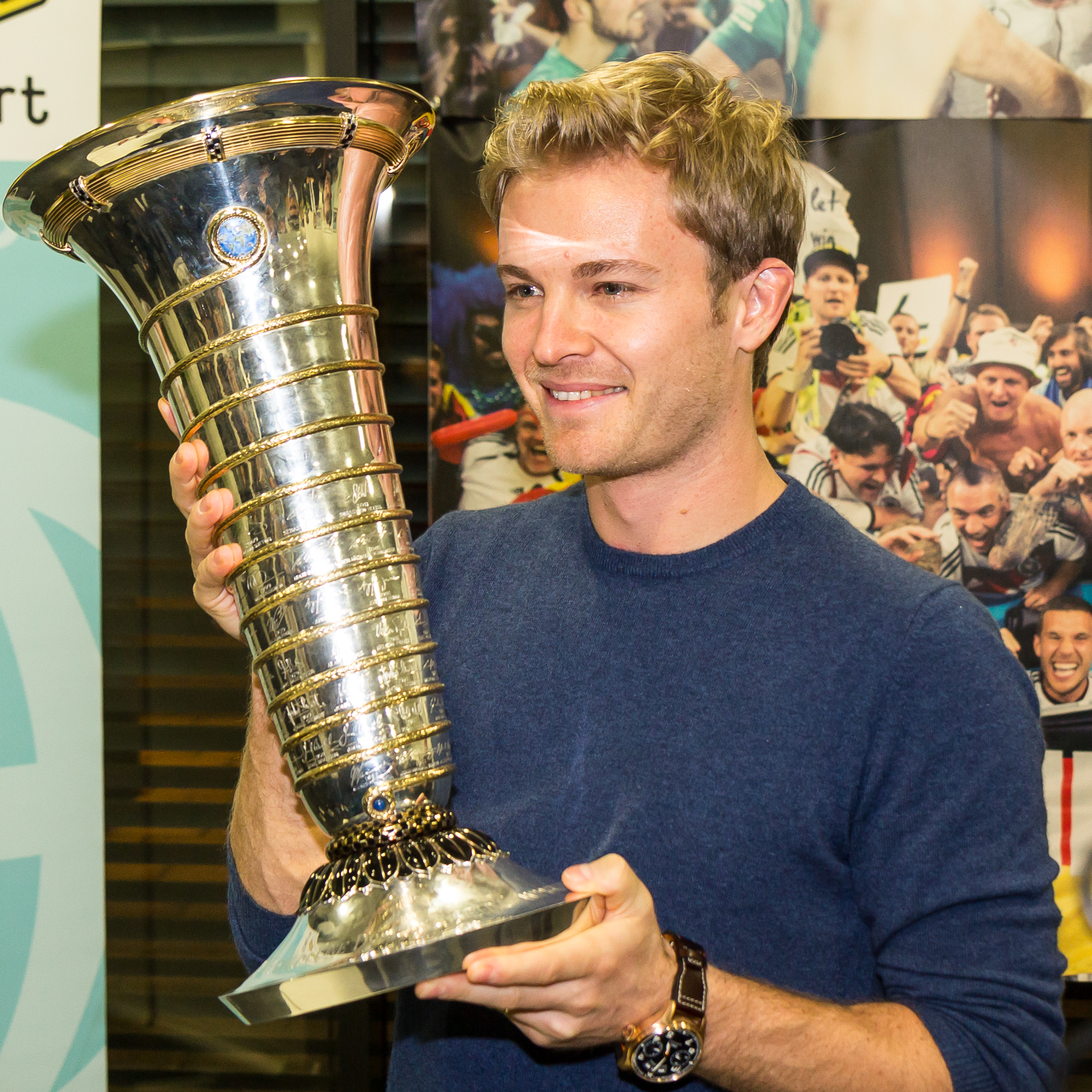
Nico Rosberg, campione del mondo in carica, decide di non partecipare alla stagione 2017.

Da questa stagione, la compagnia statunitense Liberty Media detiene i diritti sul campionato. La vendita è stata ratificata dal Consiglio Mondiale della FIA durante una riunione tenuta a Ginevra il 18 gennaio 2017. Chase Carey, vice presidente della 21st Century Fox, è il nuovo presidente e amministratore delegato della Formula 1, mentre Bernie Ecclestone, che avrebbe dovuto svolgere quest'ultima funzione, diventa presidente onorario. Ecclestone svolgeva questa funzione dalla fine degli anni settanta. Ross Brawn, in passato tecnico di diverse scuderie di F1, nonché team principal della Brawn GP, è nominato Motor Sports Managing Director della nuova compagine. Sean Bratches è posto al vertice della struttura commerciale.
Nel corso del 2015 la FIA aveva lanciato un nuovo bando per la ricerca di un'ulteriore scuderia. La Federazione stabilì nel 30 settembre la data limite per l'eventuale accettazione di un nuovo team nel campionato. Il 14 agosto la FIA invece annunciò che nessuna delle due offerte arrivate soddisfaceva i criteri stabiliti per l'accesso al campionato, confermando così che solo 11 team erano ammessi alla stagione 2016.
Nel gennaio del 2017 la Just Racing Services Ltd, società che gestisce tutta la struttura della Manor Racing, venne posta in amministrazione controllata. Nel dicembre del 2016 non si era concretizzata la possibilità di cedere il team a Ron Dennis, ex patron della McLaren, supportato da una cordata asiatica. La Manor aveva anche chiesto alla FIA di poter partecipare alle prime tre gare della stagione con la vettura del 2016, aggiornata al regolamento del 2017. Il 27 gennaio viene comunicato che la Manor cessava la sua attività, quindi non avrebbe preso parte al mondiale di Formula 1. Il numero così di scuderie ammesse al campionato scende a 10. Solo 20 monoposto iscritte non si registravano dal Gran Premio di Abu Dhabi 2015.
Nel dicembre 2016, pochi giorni dopo la vittoria del titolo mondiale, Nico Rosberg ha annunciato, sul suo profilo Facebook, la sua intenzione di ritirarsi dalla Formula 1. Nico è il quinto pilota dopo Mike Hawthorn nel 1958, Jackie Stewart nel 1973, Nigel Mansell nel 1992 e Alain Prost nel 1993, ad abbandonare il circus da campione del mondo in carica. Nel corso della stagione il tedesco aveva annunciato il prolungamento del suo contratto con la Mercedes ancora per due anni. In suo luogo la scuderia tedesca sceglie il pilota della Williams, Valtteri Bottas.
A seguito di questo passaggio di team, Felipe Massa decide di tornare in F1; poco prima del Gran Premio d'Italia 2016, infatti, il brasiliano aveva annunciato il proprio ritiro dalla Formula 1, dopo 14 stagioni nel campionato.
La stessa Williams aveva già annunciato, quale pilota titolare, per la stagione 2017, il diciottenne Lance Stroll. Il canadese si è aggiudicato la F4 italiana nel 2014, e la F3 europea nel 2016. Stroll sceglie come numero il 18, utilizzato, per l'ultima occasione, da Jean-Éric Vergne nel Gran Premio del Brasile 2013. È il primo pilota canadese in F1 dal Gran Premio di Germania 2006, ultima gara di Jacques Villeneuve.
Il pilota tedesco della Force India Nico Hülkenberg annuncia il suo passaggio alla Renault, a partire dalla stagione 2017. Inizialmente Nico Hülkenberg aveva confermato la sua permanenza in Force India, anche per la stagione 2017. Alla Force India, al posto di Hülkenberg, viene ingaggiato il pilota della Manor Esteban Ocon. L'altro pilota della Manor, Pascal Wehrlein, è ingaggiato dalla Sauber, per sostituire Felipe Nasr. La presenza alla gara d'Australia, del pilota tedesco, è messa in dubbio dalle sue condizioni di salute: nel corso della Race of Champions, corsa ad inviti, disputata in inverno, era stato protagonista di un incidente, le cui conseguenze lo avevano già costretto a saltare alcuni test prestagionali. Prima della gara ottiene il via libera della commissione medica della FIA.
Il pilota danese Kevin Magnussen lascia la Renault, per accasarsi alla Haas, dove viene confermato Romain Grosjean.
Il pilota della McLaren, Jenson Button, ha annunciato la sua volontà di abbandonare il ruolo di pilota titolare in F1, almeno per la stagione 2017. Button rimarrà quale terzo pilota e "ambasciatore" del team e sarà utilizzabile nel caso di indisponibilità di uno dei piloti titolari, che saranno Fernando Alonso e Stoffel Vandoorne. Il britannico correva nel campionato dal 2000. Alla vigilia del Gran Premio di Abu Dhabi 2016, il campione del mondo 2009 annuncia il suo ritiro dalla F1. Il pilota belga Stoffel Vandoorne, che ha già disputato il Gran Premio del Bahrein 2016, sceglie come numero il 2, che mancava nel campionato dal Gran Premio del Brasile 2013, quando era stato usato da Mark Webber, allora pilota Red Bull Racing. Vandoorne, nella gara del 2016, aveva utilizzato il numero 47.
Da questa stagione, a seguito di un accordo di sponsorizzazione con l'azienda austriaca BWT, la Force India adotta una livrea rosa.
Derek Warwick, ex pilota di F1, è nominato commissario aggiunto, per questa gara. Il britannico ha già svolto in passato tale funzione, l'ultima al Gran Premio della Malesia 2016.

## Prove

### Resoconto
Nelle prime prove libere della stagione il più rapido è Lewis Hamilton, che con 1'24"220 fa segnare un tempo di cinque secondi più rapido di quello ottenuto, nella stessa sessione di prove, nel gran premio dell'anno precedente. Il britannico ha preceduto il suo compagno di team, Valtteri Bottas, staccato di mezzo secondo; il finlandese è stato autore di un errore di guida, nel suo secondo tentativo veloce. Alle spalle delle vetture tedesche si sono installate le due Red Bull: la scelta delle gomme è però stata diversa: le Mercedes hanno ottenuto il tempo con gomme Ultrasoft, mentre le vetture austriache hanno preferito le Supersoft. Quinta e sesta sono le due Ferrari, con Sebastian Vettel penalizzato da un problema all'ala mobile e alla MGU-K.
Altri problemi tecnici si sono verificati sulla vettura di Jolyon Palmer, che ha potuto compiere solo 6 giri, prima che la sua monoposto venisse fermata, per permettere ai tecnici di smontarla.
Hamilton si è confermato anche nella seconda sessione, ove però ha utilizzato gomme Supersoft, per effettuare una simulazione di qualifica. Il vicecampione del mondo ha ottenuto un tempo di un solo decimo superiore al record del tracciato. Alle sue spalle si è inserito Sebastian Vettel, che ha preceduto di pochi millesimi Valtteri Bottas. Quarto ha chiuso l'altro finlandese Kimi Räikkönen, staccato di quasi un secondo da Hamilton. Più deludenti le Red Bull, che in assetto da qualifica, hanno chiuso quinta e sesta, con Max Verstappen che ha anche sfiorato l'uscita di pista, riuscendo però a controllare la monoposto.
La bandiera rossa, che interrompe la sessione, è stata esposta invece a seguito dell'incidente di Palmer, all'ultima curva. La sua Renault ha sbattuto contro le barriere, prima di rimbalzare sul tracciato. Marcus Ericsson, invece, è terminato in una via di fuga, costringendo la direzione di pista a applicare il regime di Virtual safety car. Nella sessione, Felipe Massa, limitato da problemi al cambio, ha effettuato solo 6 giri.
Pascal Wehrlein, pilota della Sauber, rinuncia a proseguire l'impegno nel weekend, per il riacutizzarsi dei dolori, dovuti a un incidente occorso in una gara dimostrativa, effettuata d'inverno. Al suo posto debutta in F1 Antonio Giovinazzi, che utilizza il numero 36, che mancava, in gara, dal Gran Premio di Germania 1990, usato da JJ Lehto. È il primo italiano a correre nel Campionato mondiale, dal Gran Premio del Brasile 2011.
Sebastian Vettel, al sabato, coglie il record della pista, con 1'23"380, e, ovviamente, il miglior tempo di sessione. Il tedesco ha commesso anche un piccolo errore di guida, mentre ha saputo migliorare il tempo nell'ultima parte del tracciato, effettuando il secondo giro lanciato con lo stesso treno di gomme. Al secondo posto ha chiuso Bottas, che ha battuto, per 11 millesimi, il compagno di scuderia, Hamilton. Sale al quinto posto Nico Hülkenberg, staccato per di un secondo dal suo connazionale. La sessione è stata interrotta in anticipo, quando la Williams di Lance Stroll è terminata a muro. Sulla vettura del canadese è sostituito il cambio: per tale ragione subisce la penalizzazione di 5 posizioni sulla griglia di partenza.

### Risultati
Nella prima sessione del venerdì si è avuta questa situazione:
| Pos | Nº | Pilota           | Costruttore               | Tempo    | Gap    | Giri |
| --- | -- | ---------------- | ------------------------- | -------- | ------ | ---- |
| 1   | 44 | Lewis Hamilton   | Mercedes                  | 1'24"220 |        | 22   |
| 2   | 77 | Valtteri Bottas  | Mercedes                  | 1'24"803 | +0"583 | 25   |
| 3   | 3  | Daniel Ricciardo | Red Bull Racing-TAG Heuer | 1'24"886 | +0"666 | 19   |

Nella seconda sessione del venerdì si è avuta questa situazione:
| Pos | Nº | Pilota           | Costruttore | Tempo    | Gap    | Giri |
| --- | -- | ---------------- | ----------- | -------- | ------ | ---- |
| 1   | 44 | Lewis Hamilton   | Mercedes    | 1'23"620 |        | 34   |
| 2   | 5  | Sebastian Vettel | Ferrari     | 1'24"167 | +0"547 | 35   |
| 3   | 77 | Valtteri Bottas  | Mercedes    | 1'24"176 | +0"556 | 34   |

Nella sessione del sabato si è avuta questa situazione:
| Pos | Nº | Pilota           | Costruttore | Tempo    | Gap    | Giri |
| --- | -- | ---------------- | ----------- | -------- | ------ | ---- |
| 1   | 5  | Sebastian Vettel | Ferrari     | 1'23"380 |        | 12   |
| 2   | 77 | Valtteri Bottas  | Mercedes    | 1'23"859 | +0"479 | 12   |
| 3   | 44 | Lewis Hamilton   | Mercedes    | 1'23"870 | +0"490 | 12   |

## Qualifiche

### Resoconto
Le Mercedes si pongono in cima alla lista dei tempi della prima fase; inizialmente il più rapido è Valtteri Bottas, battuto poi da Lewis Hamilton. In questa primissima fase sia Stoffel Vandoorne che Jolyon Palmer non possono entrare in pista, a causa di problemi tecnici delle rispettive vetture. La lotta per il passaggio alla fase seguente vede Fernando Alonso posizionarsi dodicesimo, mentre sia Vandoorne che Palmer non riescono, una volta usciti dai box, a ottenere tempi validi per il passaggio in Q3. Al termine della fase risultano eliminati, oltre ai due, anche i due debuttanti Antonio Giovinazzi e Lance Stroll, oltre a Kevin Magnussen.
Nella fase successiva Valtteri Bottas fa segnare subito il record del tracciato. Alle sue spalle si piazza Hamilton; dietro al duo delle Mercedes c'è ancora, staccato di un decimo, quello delle Ferrari; le due Red Bull sono subito dopo, ma staccate di un secondo dal tempo di Bottas. Alonso subisce dei problemi al propulsore, che non gli consentono di lottare per l'entrata in Q3. Nella parte terminale della fase Romain Grosjean sopravanza le due Force India, e passa nella top 10. Le due vetture angloindiane sono eliminate, così come Alonso, così come Nico Hülkenberg e Marcus Ericsson.
La fase finale è minacciata dall'arrivo della pioggia. Subito scendono in pista le monoposto: Lewis Hamilton fa segnare di nuovo il record della pista, precedendo di tre decimi Bottas. Tra i due si intercala Vettel, due millesimi più rapido del finlandese. Poco dopo Daniel Ricciardo va in testacoda, sbattendo contro le barriere della pista. La sessione è interrotta. Dei 5 piloti che ancora non hanno fatto segnare un tempo valido, il solo Grosjean riprende subito la pista, mentre gli altri 4 attendono gli istanti conclusivi. Nell'ultimo tentativo Bottas si migliora, così come Hamilton. Tra i due s'inserisce nuovamente Vettel. Kimi Räikkönen è quarto, davanti a Max Verstappen e Romain Grosjean.
Per Hamilton è la sessantaduesima pole position, la trentanovesima per una vettura a motore Mercedes, nelle ultime 41. Al termine delle qualifiche Daniel Ricciardo è penalizzato di cinque posizioni sulla griglia di partenza, per aver sostituito il cambio.

### Risultati
Nella sessione di qualifica si è avuta questa situazione:
| Pos                         | Nº | Pilota             | Costruttore               | Q1       | Q2       | Q3          | Griglia |
| --------------------------- | -- | ------------------ | ------------------------- | -------- | -------- | ----------- | ------- |
| 1                           | 44 | Lewis Hamilton     | Mercedes                  | 1'24"191 | 1'23"251 | 1'22"188    | 1       |
| 2                           | 5  | Sebastian Vettel   | Ferrari                   | 1'25"210 | 1'23"401 | 1'22"456    | 2       |
| 3                           | 77 | Valtteri Bottas    | Mercedes                  | 1'24"514 | 1'23"215 | 1'22"481    | 3       |
| 4                           | 7  | Kimi Räikkönen     | Ferrari                   | 1'24"352 | 1'23"376 | 1'23"033    | 4       |
| 5                           | 33 | Max Verstappen     | Red Bull Racing-TAG Heuer | 1'24"482 | 1'24"092 | 1'23"485    | 5       |
| 6                           | 8  | Romain Grosjean    | Haas-Ferrari              | 1'25"419 | 1'24"718 | 1'24"074    | 6       |
| 7                           | 19 | Felipe Massa       | Williams-Mercedes         | 1'25"099 | 1'24"597 | 1'24"443    | 7       |
| 8                           | 55 | Carlos Sainz Jr.   | Toro Rosso                | 1'25"542 | 1'24"997 | 1'24"487    | 8       |
| 9                           | 26 | Daniil Kvjat       | Toro Rosso                | 1'25"970 | 1'24"864 | 1'24"512    | 9       |
| 10                          | 3  | Daniel Ricciardo   | Red Bull Racing-TAG Heuer | 1'25"383 | 1'23"989 | senza tempo | PL      |
| 11                          | 11 | Sergio Pérez       | Force India-Mercedes      | 1'25"064 | 1'25"081 | N.D.        | 10      |
| 12                          | 27 | Nico Hülkenberg    | Renault                   | 1'24"975 | 1'25"091 | N.D.        | 11      |
| 13                          | 14 | Fernando Alonso    | McLaren-Honda             | 1'25"872 | 1'25"425 | N.D.        | 12      |
| 14                          | 31 | Esteban Ocon       | Force India-Mercedes      | 1'26"009 | 1'25"568 | N.D.        | 13      |
| 15                          | 9  | Marcus Ericsson    | Sauber-Ferrari            | 1'26"236 | 1'26"465 | N.D.        | 14      |
| 16                          | 36 | Antonio Giovinazzi | Sauber-Ferrari            | 1'26"419 | N.D.     | N.D.        | 16      |
| 17                          | 20 | Kevin Magnussen    | Haas-Ferrari              | 1'26"847 | N.D.     | N.D.        | 17      |
| 18                          | 2  | Stoffel Vandoorne  | McLaren-Honda             | 1'26"858 | N.D.     | N.D.        | 18      |
| 19                          | 18 | Lance Stroll       | Williams-Mercedes         | 1'27"143 | N.D.     | N.D.        | 20      |
| 20                          | 30 | Jolyon Palmer      | Renault                   | 1'28"244 | N.D.     | N.D.        | 19      |
| Tempo limite 107%: 1'30"084 |    |                    |                           |          |          |             |         |

In grassetto sono indicate le migliori prestazioni in Q1, Q2 e Q3.

## Gara

### Resoconto
Daniel Ricciardo sconta dei problemi tecnici alla sua Red Bull Racing, e quindi è costretto a prendere il via dalla pit lane.
Al termine del giro di formazione viene interrotta la procedura di partenza: si effettua così un nuovo giro di formazione, e la gara viene accorciata di un giro.
Al via la Mercedes di  Lewis Hamilton mantiene il comando: precede Sebastian Vettel, Valtteri Bottas e Kimi Räikkönen, che si difende, con successo, dall'attacco di Max Verstappen. Ricciardo prende il via alla gara con due giri di ritardo.
I primi tre sembrano tenere un ritmo molto più elevato del resto del gruppo; le posizioni, almeno nella parte alta della graduatoria, rimangono congelate per diversi giri. Al giro 12 effettua la sua sosta Romain Grosjean, che era settimo. In realtà si tratta di un ritiro per il francese, fermato da una perdita d'acqua.
Al diciassettesimo giro Hamilton cambia gli pneumatici, passando alle Soft. Dietro Sergio Pérez passa Carlos Sainz Jr., per l'ottava posizione. Dopo un primo giro molto veloce, Hamilton è penalizzato dal trovarsi davanti Max Verstappen, che ne rallenta il ritmo.
Il tedesco della Scuderia Ferrari cambia le gomme al giro 23, rientrando in pista, anche se di poco, davanti a Verstappen e Hamilton, ancora in battaglia. Nei giri successivi fanno la sosta i due finlandesi Bottas e Räikkönen. Ora è proprio Sebastian Vettel al comando, davanti a Hamilton; seguono poi gli altri due piloti di Mercedes e Ferrari. Max Verstappen è quinto, davanti a Daniil Kvjat, che non ha ancora cambiato le gomme. Il russo si ferma solo al giro 32, rientrando in gara nono, una posizione dietro al compagno della Scuderia Toro Rosso, Sainz. Intanto, al giro 26, Ricciardo si era definitivamente ritirato dalla gara.
Al quarantaseiesimo giro Lance Stroll si ritira per un guasto ai freni; quattro giri dopo termina la gara anche per Kevin Magnussen. Al giro 53 Alonso, fin quel momento decimo, non può resistere ai sorpassi, di fatto in contemporanea, sia di Nico Hülkenberg che Esteban Ocon. Lo spagnolo della McLaren si ritira, poco dopo, per una sospensione fuori uso.
Sebastian Vettel vince la prima gara della stagione, davanti al duo della Mercedes. Per la Ferrari è la prima vittoria dal Gran Premio di Singapore 2015. Ocon conquista i suoi primi punti iridati.
Per la prima volta dall'inizio dell'era ibrida (2014) in testa alle classifiche mondiali non ci sono né la Mercedes né uno dei suoi piloti.

### Risultati
I risultati del Gran Premio sono i seguenti:
| Pos | Nº | Pilota             | Costruttore               | Giri | Tempo/Ritiro       | Griglia | Punti |
| --- | -- | ------------------ | ------------------------- | ---- | ------------------ | ------- | ----- |
| 1   | 5  | Sebastian Vettel   | Ferrari                   | 57   | 1h24'11"672        | 2       | 25    |
| 2   | 44 | Lewis Hamilton     | Mercedes                  | 57   | +9"975             | 1       | 18    |
| 3   | 77 | Valtteri Bottas    | Mercedes                  | 57   | +11"250            | 3       | 15    |
| 4   | 7  | Kimi Räikkönen     | Ferrari                   | 57   | +22"393            | 4       | 12    |
| 5   | 33 | Max Verstappen     | Red Bull Racing-TAG Heuer | 57   | +28"827            | 5       | 10    |
| 6   | 19 | Felipe Massa       | Williams-Mercedes         | 57   | +1'23"386          | 7       | 8     |
| 7   | 11 | Sergio Pérez       | Force India-Mercedes      | 56   | +1 giro            | 10      | 6     |
| 8   | 55 | Carlos Sainz Jr.   | Toro Rosso                | 56   | +1 giro            | 8       | 4     |
| 9   | 26 | Daniil Kvjat       | Toro Rosso                | 56   | +1 giro            | 9       | 2     |
| 10  | 31 | Esteban Ocon       | Force India-Mercedes      | 56   | +1 giro            | 13      | 1     |
| 11  | 27 | Nico Hülkenberg    | Renault                   | 56   | +1 giro            | 11      |       |
| 12  | 36 | Antonio Giovinazzi | Sauber-Ferrari            | 55   | +2 giri            | 16      |       |
| 13  | 2  | Stoffel Vandoorne  | McLaren-Honda             | 55   | +2 giri            | 18      |       |
| Rit | 14 | Fernando Alonso    | McLaren-Honda             | 50   | Sospensione        | 12      |       |
| Rit | 20 | Kevin Magnussen    | Haas-Ferrari              | 46   | Sospensione        | 17      |       |
| Rit | 18 | Lance Stroll       | Williams-Mercedes         | 40   | Freni              | 20      |       |
| Rit | 3  | Daniel Ricciardo   | Red Bull Racing-TAG Heuer | 25   | Motore             | PL      |       |
| Rit | 9  | Marcus Ericsson    | Sauber-Ferrari            | 21   | Problemi idraulici | 14      |       |
| Rit | 30 | Jolyon Palmer      | Renault                   | 15   | Freni              | 19      |       |
| Rit | 8  | Romain Grosjean    | Haas-Ferrari              | 13   | Motore             | 6       |       |
| SP  | 94 | Pascal Wehrlein    | Sauber-Ferrari            |      | Infortunato        |         |       |

## Classifiche mondiali

### Piloti
| Pos | Pilota           | Punti |
| --- | ---------------- | ----- |
| 1   | Sebastian Vettel | 25    |
| 2   | Lewis Hamilton   | 18    |
| 3   | Valtteri Bottas  | 15    |
| 4   | Kimi Räikkönen   | 12    |
| 5   | Max Verstappen   | 10    |
| 6   | Felipe Massa     | 8     |
| 7   | Sergio Pérez     | 6     |
| 8   | Carlos Sainz Jr. | 4     |
| 9   | Daniil Kvjat     | 2     |
| 10  | Esteban Ocon     | 1     |

### Costruttori
| Pos | Costruttore          | Punti |
| --- | -------------------- | ----- |
| 1   | Ferrari              | 37    |
| 2   | Mercedes             | 33    |
| 3   | Red Bull-TAG Heuer   | 10    |
| 4   | Williams-Mercedes    | 8     |
| 5   | Force India-Mercedes | 7     |
| 6   | Toro Rosso           | 6     |